# 1974年中華民國陸軍UH-1H直升機墜毀事故
1974年中華民國陸軍UH-1H直升機墜毀事故，是一起發生於1974年12月27日的中華民國空難。兩架隸屬中華民國陸軍的UH-1H直升機搭載時任中華民國陸軍總司令于豪章二級上將等中華民國國軍將領前往昌平演習視察的途中，兩架直升機分別墜毀於桃園縣楊梅鎮及觀音鄉（今桃園市楊梅區及觀音區）兩處，造成陸軍第一野戰軍團司令茍雲森中將等人罹難、于豪章二級上將及總司令侍從官高華柱上尉身受重傷。
國防部陸軍司令部於2011年在台灣桃園市龍潭區內的陸軍航空601旅駐地「龍城營區」替此次墜機事故立碑紀念，碑文如下：
|  | 昌平演習殉難將士紀念碑誌 昌平操演展經綸 督訓宣猷南北巡 鐵翼凌空觀壁壘 風雲不測暗星辰 墜機殉職人天隔 慕烈褒忠碑碣新 殷鑑千秋資教戰 敬揚勳澤鏤貞珉 「昌平演習」係陸軍師指揮所高司演習，以第六十八師演南軍、第十七師演北軍之攻防戰守，時為民國六十三年十二月二十七日，陸軍總司令于豪章上將偕7、347號直升機赴北軍視察，詎天候突變，先後墜毀於桃園楊梅及觀音等地，雖陸航飛安因此教訓而臻制度化之改善，然應劫將士皆國之楨幹，忠勤懋績，勳澤垂型，允宜樹碑欽表，並以此殷鑑，戒慎乎運籌教戰，增益于飛行安全，強固國防，確臻不可勝之境，則堪慰殉職忠烈在天之靈歟。 殉職者計有總部政戰主任張雯澤中將、第一軍團司令茍雲森中將、第十軍軍長馮應本少將、總部情報署署長陳榮堂少將、後勤署署長陳清琪少將、通信署副署長常啟宇少將、總司令室主任朱世祺上校、總部主任侍從官李明典中校、正駕駛張胡繩上尉、副駕駛徐坤錦上尉、呂理河中尉、機工長王世清士官長、何功輝上士等十三員。重傷者計有總司令于豪章上將、國防部聯訓部督考官張兆聰中將、正駕駛梁臺生中尉及強忍腿骨斷折劇痛，浴血爬出攔車馳救的總司令侍從官高華柱上尉等四員。 國防部陸軍司令部 謹識 中華民國一〇〇年十二月二十七日 |